# Ingaunes
Les Ingaunes sont un peuple de l'Antiquité parmi les Ligures.

## Histoire
Occupant la Ligurie méridionale à l'Est des Intéméliens, entre les Apennins au Nord et la Méditerranée au Sud, ils avaient pour capitale Albium Ingaunum (auj. Albenga). 
Appius Claudius Pulcher les soumet en l'an 185 avant J-C mais en - 181, ils combattent encore Paul-Émile avant d'être vaincus par Posthumius en - 180.